# Colin Sharman, Baron Sharman
Colin Morven Sharman, Baron Sharman, OBE (* 19. Februar 1943) ist ein britischer Manager und Politiker der Liberal Democrats, der unter anderem zwischen 1997 und 1999 Vorstandsvorsitzender von KPMG war und von 1999 bis 2015 als Life Peer Mitglied des House of Lords war.

## Leben

### Wirtschaftsprüfer und Aufstieg zum Vorsitzenden von KPMG
Nach dem Schulbesuch und einem Studium trat Sharman nach seiner Aufnahme als Fellow des Institute of Chartered Accountants in England and Wales 1965 als vereidigter Wirtschaftsprüfer in das Unternehmen Woolgar Hennel & Co ein, wechselte jedoch bereits ein Jahr darauf 1966 als Wirtschaftsprüfer zu KPMG und befasste sich von 1977 bis 1981 mit Expansionen des Unternehmens in Benelux und Skandinavien. Für seine Verdienste wurde er 1980 mit dem Offizierskreuz des Order of the British Empire geehrt. Im Anschluss war er bis 1987 für Großinvestitionen in London verantwortlich sowie von 1987 bis 1990 Senior Partner der Nationalen Marketing- und Industriegruppen sowie Vorsitzender des Marketingkomitees von KPMG.
Daneben fungierte Sharman zwischen 1989 und 1990 als Seniorpartner für Unternehmensberatung und war danach von 1990 bis 1994 Seniorpartner von KPMG für die Regionen Greater London und South East England. Zugleich war er in dieser Zeit zwischen 1991 und 1994 Vorstandsvorsitzender von KPMG Management Consultancy International. Danach folgte eine Tätigkeit von 1994 bis 1998 als Senior Partner von KPMG UK, ehe er zuletzt zwischen 1997 und 1999 Vorstandsvorsitzender von KPMG International war. Zusätzlich war er von 1996 bis 2002 Mitglied des Aufsichtsrates von AEA Technology plc.

### Oberhausmitglied
Durch ein Letters Patent vom 2. August 1999 wurde Sharman, der seit 1998 „Botschafter“ von Merseyside ist und dem 1998 ein Ehrendoktor der Cranfield University verliehen wurde, als Life Peer mit dem Titel Baron Sharman, of Redlynch in the County of Wiltshire in den Adelsstand erhoben. Kurz darauf erfolgte seine Einführung (Introduction) als Mitglied des House of Lords. Im Oberhaus gehört er zur Fraktion der Liberal Democrats.
In der Folgezeit übernahm er zahlreiche Funktionen in der Privatwirtschaft und war unter anderem zwischen 1999 und 2008 Vorstandsvorsitzender der Aegis Group sowie von 1999 bis 2002 Aufsichtsratsmitglied der Young & Co’s Brewery. Er ist außerdem seit 2000 Aufsichtsratsmitglied der BG Group sowie seit 2002 von Reed Elsevier und war ferner von 2003 bis 2005 Mitglied des Aufsichtsrates von G4S. Seit 2006 ist er Vorsitzender von Aviva.
Am 30. April 2015 trat Sharman gemäß den Regelungen des House of Lords Reform Act 2014 freiwillig in den Ruhestand und schied aus dem House of Lords aus.